# Teresa Iżewska
Teresa Iżewska (* 8. April 1933 in Warschau; † 26. August 1982 in Danzig) war eine polnische Schauspielerin.
Teresa Iżewska studierte zunächst 1952/1953 an der Universität Warschau Chemie und erhielt dann Schauspielunterricht an der Staatlichen Schauspielschule PWST in Warschau. Das Schauspielstudium schloss sie 1957 ab. Bereits als Schauspielstudentin spielte sie in ihrem berühmtesten Film: Andrzej Wajda hatte sie 1956 mit der weiblichen Hauptrolle in seinem legendären Film um den Warschauer Aufstand Der Kanal betraut. Für diesen Film wurde sie sogar in Großbritannien für einen British Film Academy Award in der Kategorie vielversprechendster Newcomer nominiert. Nach Abschluss des Studiums erhielt sie 1958 ein Engagement am Teatr Dramatyczny in Wrocław. In Wrocław blieb sie bis 1963. 1964 wechselte sie an das Teatr Wybrzeże in Danzig, wo sie bis zu ihrem frühen Tod 1982 zum Ensemble gehörte. Mit dem Wechsel nach Danzig war sie vorwiegend als Theaterschauspielerin tätig.

## Filmografie (Auswahl)
- 1956: Der Kanal (Kanał) – Regie: Andrzej Wajda
- 1959: Rancho Texas
- 1959: Himmelfahrtskommando (Baza ludzi umarłych)
- 1962: Um 7 Uhr im Café 'Märchen' (Spotkanie w Bajce)